# Arre (Navarra)
Arre es un concejo del municipio de Ezcabarte, Comunidad Foral de Navarra (España), situado en la comarca de Ultzamaldea dentro de la Merindad de Pamplona. Es la localidad más poblada del valle, con unos 993 habitantes. Situado al noreste del monte San Cristóbal o Ezcaba, a 6 km de Pamplona, en un valle rodeado de montes y campos de cultivo.

## Historia
En su término se encontraron dos láminas de bronce en las que figuran dos contratos de hospitalidad de los años 57 y 185 d.c. y una inscripción, también de época romana. Se desconoce el paradero de las tres, aunque se hallan recogidas en el “Corpus Inscriptionum Latinarum”.
Antiguo lugar de señorío de realengo, transferido por Sancho VII el Fuerte mediante permuta (1218) a Juan y Gil de Vidaurre, fue luego de Santa María de Roncesvalles, que lo enajenó a Carlos III (1406) a cambio de Valcarlos. El mismo año lo adquirió en pública subasta Nicolás Blanc por 2000 libras. En 1427 percibía sus rentas Juan de Ezpeleta; consistían en 10 cahices de trigo, otras tantos de cebada y 62 sueldos. Los Hospitalarios de San Juan de Jerusalén adquirieron heredades en el término (1272). El concejo renunció a la iglesia local (1297) a favor de Santa María de Roncesvalles. Existía hospital de peregrinos ya en el siglo XV.
El rey, en 1665, otorgó la jurisdicción baja y mediana a José Antonio Camargo, señor de los palacios de Ansoáin, Arre mismo, Ezpeleta, Oricáin y Celigüeta, por 6.000 ducados; se mantuvo como lugar de señorío hasta la supresión de este tipo de jurisdicción en el primer tercio del siglo XIX. Con todo, en 1802 gozaba de la jurisdicción civil y económica, que ejercían el diputado del valle y los regidores elegidos por el pueblo (contra lo habitual en los lugares señoriales, cuyas autoridades eran escogidas por el señor), en tanto que el conde de Villarrea –nombre con que se conocía también la localidad- se reservaba la jurisdicción criminal y, en consecuencia, el nombramiento de alcalde. Todavía entonces conservaba el hospital de peregrinos, con su iglesia, capellán, hospitalero y demandante.

## Comunicaciones
| Eskualdeko Hiri Garraioa/Transporte Urbano Comarcal |                                    |                                                    |
| Inicio                                              | Línea                              | Fin                                                |
| Barañáin                                            | 4                                  | Atarrabia/Villava - Uharte/Huarte - Arre - Orikain |
| Taxi Iruñerria                                      |                                    |                                                    |
| Zona                                                | B                                  | B                                                  |
| Estaciones                                          | Irun Etorbidea, 3/Avenida Irun nº3 | Irun Etorbidea, 3/Avenida Irun nº3                 |

## Demografía
| 2000 | 2001 | 2002 | 2003 | 2004 | 2005 | 2006 | 2007 | 2008 | 2022 |
| ---- | ---- | ---- | ---- | ---- | ---- | ---- | ---- | ---- | ---- |
| 669  | 696  | 760  | 781  | 822  | 904  | 934  | 966  | 993  | 1075 |

## Patrimonio cultural

### Iglesia parroquial de San Román
La iglesia parroquial de Arre está dedicada a San Román. Es un edificio protogótico, de principios del siglo XIII, que en el siglo XVI experimentó importantes obras como el recrecido de la torre campanario, la reforma de la cubierta y la construcción de la sacristía, aneja al muro norte.
Tiene planta de cruz latina, una sola nave con cuatro tramos que se cubre con bóveda de medio cañón reforzada por arcos fajones; el ábside es semicircular con bóveda de cuarto de esfera. La portada se sitúa en el muro sur y presenta un arco gótico de traza conopial. El atrio con tres arcos de medio punto correspondería al siglo XVIII. El templo está emplazado en un altozano rodeado de un espacio cuidado y agradable y está restaurado.
El retablo principal es de mediados del siglo XVI, de estilo plateresco, se atribuye a Miguel Tomás de Carcastillo. Consta de banco, dos pisos con cinco calles y ático. La calle central está ocupada por esculturas de medio punto, de las que destaca la de San Román, al que está dedicada la parroquia, mientras que en las cuatro calles restantes se muestran pinturas de Ramón de Oscáriz, artista afincado en Pamplona. El ático se cierra con un frontón triangular en el que aparece la imagen de Dios Padre, flanqueada por las escenas del Viacrucis y del Descendimiento. El sagrario es posterior.

### Basílica y puente de la Trinidad
En el límite con Villava, en la orilla derecha del río Ulzama, se levanta la basílica dedicada a la Santísima Trinidad. Inicialmente fue una ermita románica. Ocupa un lugar estratégico del [[Camino de Santiago<nowiki>]] que baja de Roncesvalles, pues está situado junto al puente que los peregrinos debían cruzar para llegar a Pamplona. Las construcciones realizadas a finales del siglo XIX engulleron el modesto templo románico del que se puede contemplar el exterior del ábside.

## Galería de imágenes

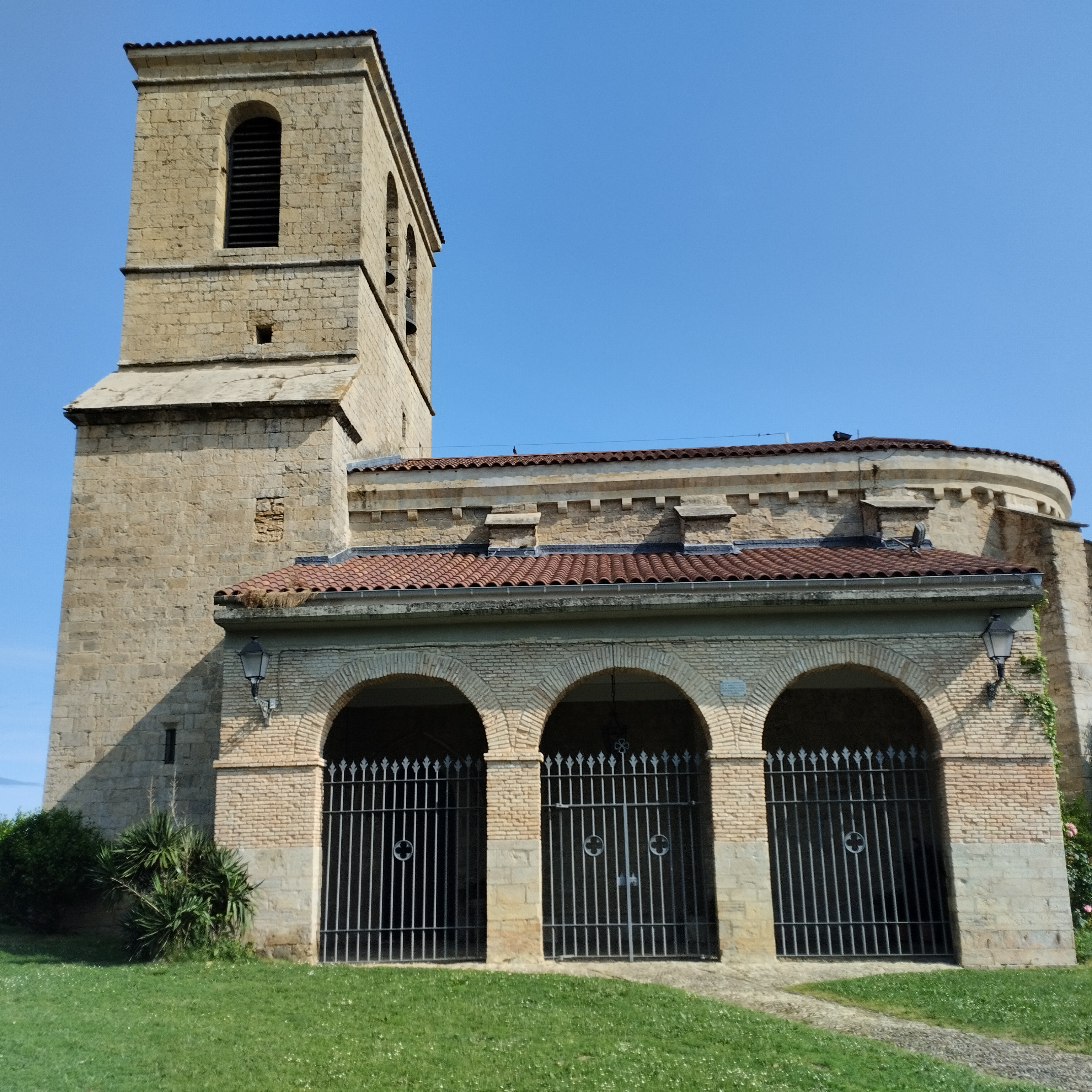
Iglesia parroquial de San Román
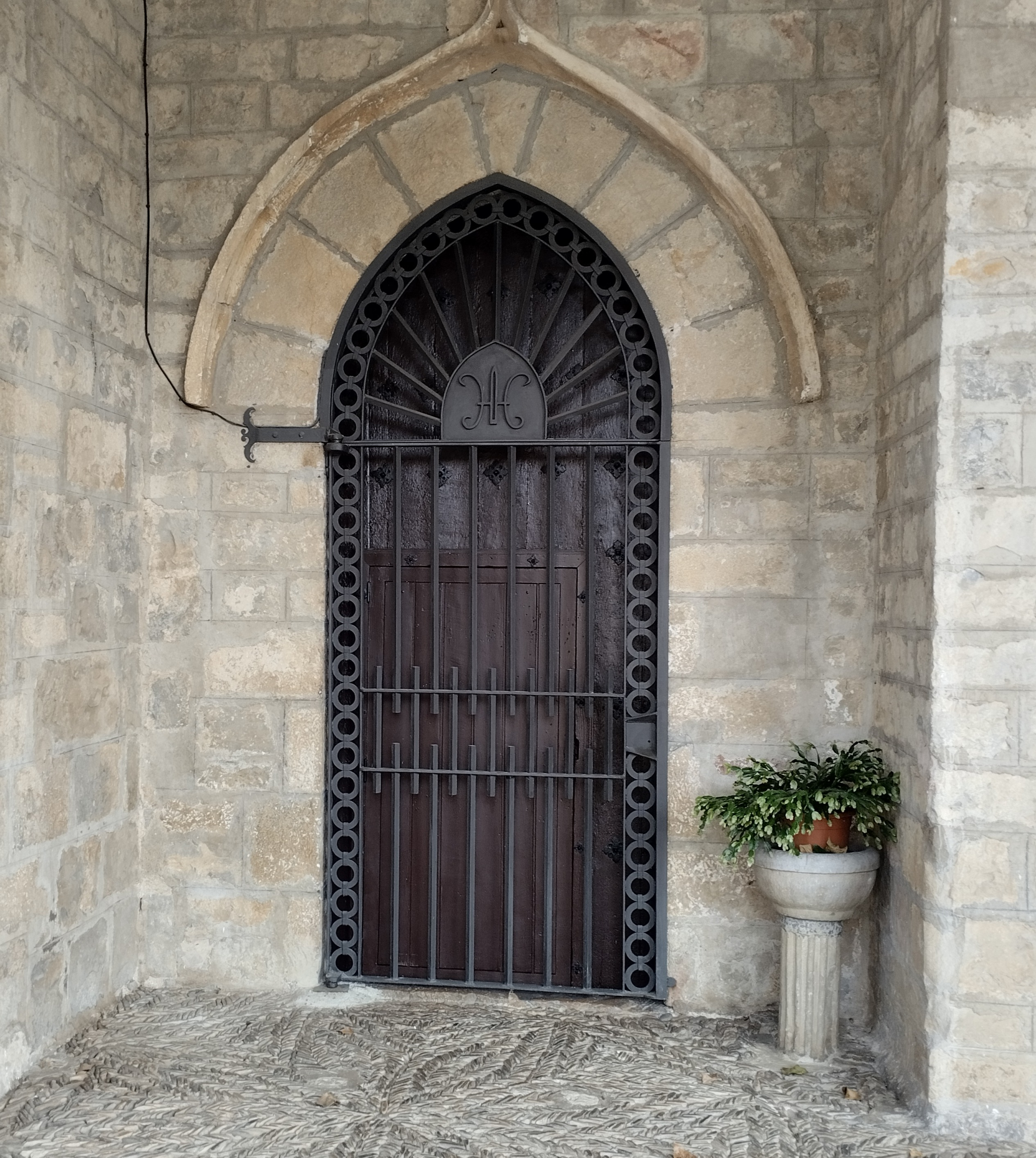
Portada gótica
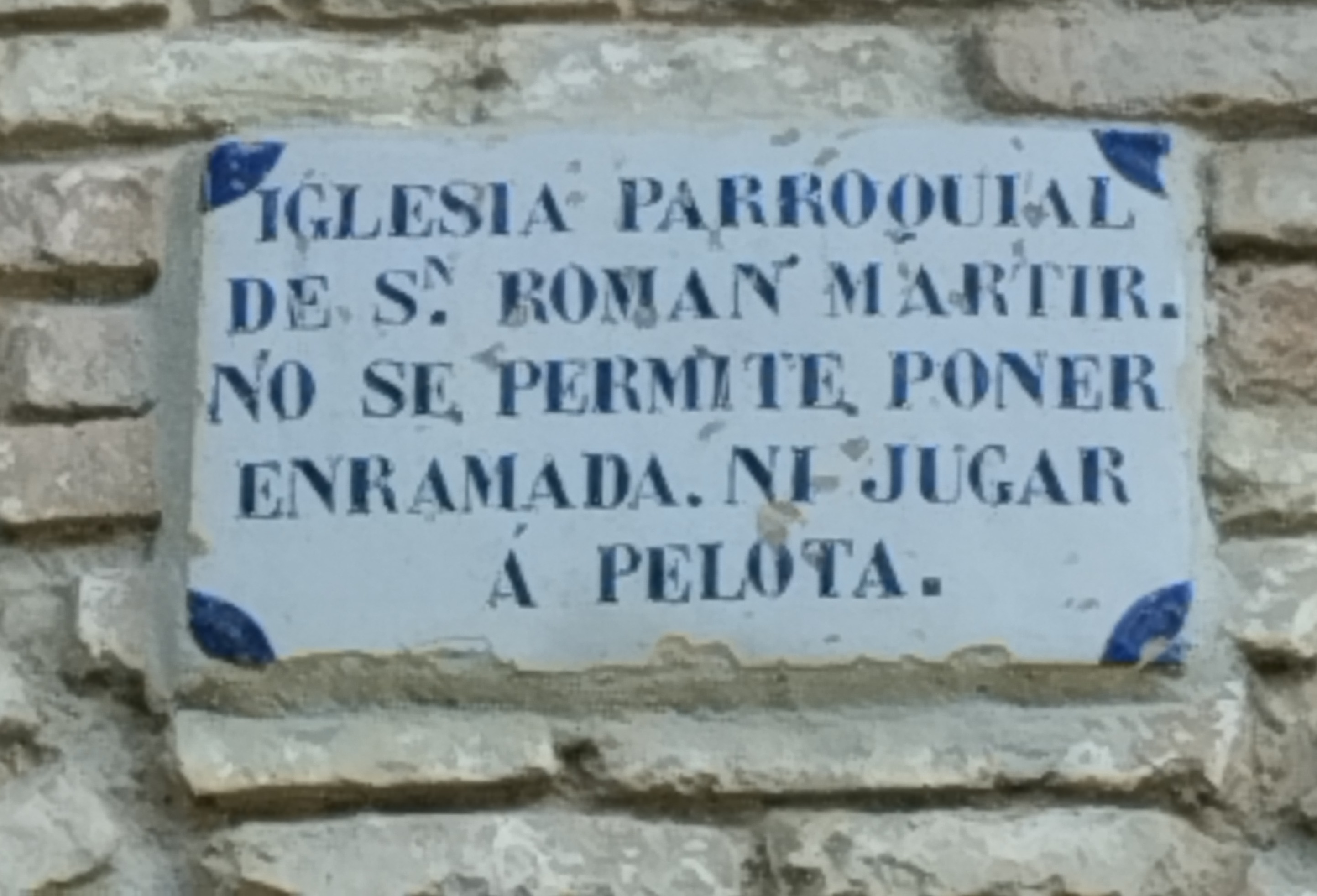
Aviso en el atrio de la iglesia
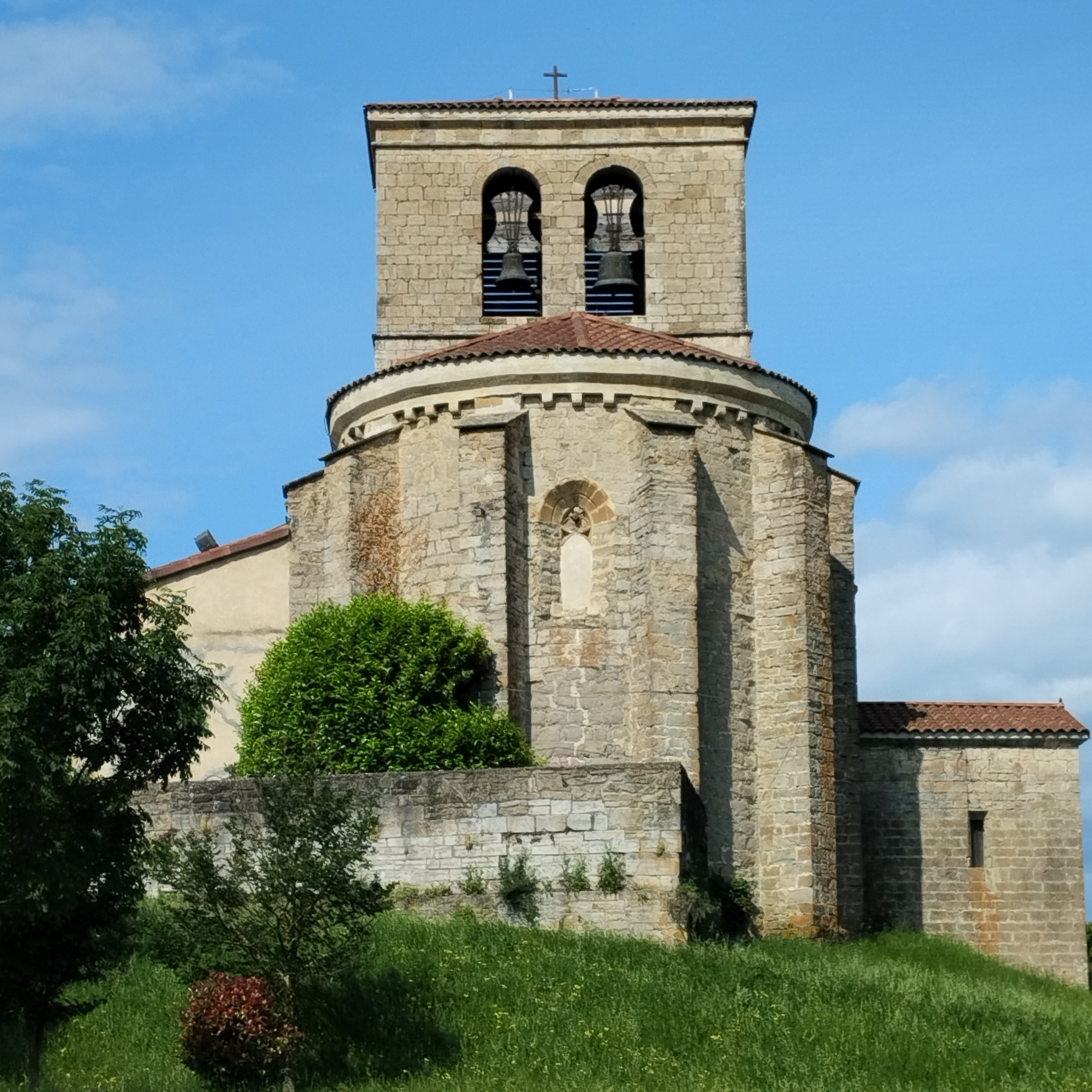
Ábside y torre campanario